# Dimitri Pavadé
Dimitri Pavadé, né le 14 août 1989 au Port (La Réunion), est un athlète paralympique français. Il est médaillé d'argent en saut en longueur T64 au championnat du monde de 2019 et aux jeux paralympiques de 2020. Il concourt également en sprint (100 m et 200 m).

## Biographie
En 2007, Dimitri Pavadé est docker sur le port de la ville du Port et, à 18 ans, il est gravement percuté par le contre-poids d’un chariot élévateur. À la suite de cet accident du travail, il est amputé au niveau de son tibia de la jambe droite. En 2013, il rejoint la métropole pour suivre une formation de technicien orthoprothésiste en Dordogne.
À partir de 2016, il utilise des lames de course à pied et participe aux Jeux de la Francophonie 2017 à Abidjan dans les épreuves d'athlétisme handisport où il remporte notamment deux médailles d'or sur 200 m (24.48 s) et en saut en longueur (6,35 m).
Il intègre l’équipe de France et pour ses premiers championnats d'Europe Handisport en 2018, il se classe 4e au 100 m (12.41 s), 5e au 200 m (24.78 s) et 9e en saut on longueur (6,08 m).
En 2019, il obtient une médaille d'argent aux championnats du monde de Dubaï en saut en longueur avec une performance à 7,25 m réalisé à sa première tentative.
En 2021, il est vice-champion aux championnats d'Europe de Bydgoszcz.
Aux Jeux olympiques d'été de Tokyo, il devient vice-champion paralympique de la longueur (T64) avec un saut à 7,39 m, uniquement devancé par l'Allemand Markus Rehm (8,18 m).
En 2023, il souffre d'une grave blessure au genou droit.
Il est l'un des quatre super ambassadeurs qui portent la flamme des Jeux olympiques d'été de 2024 à La Réunion. Il participe ensuite au saut en longueur aux Jeux paralympiques d'été de 2024, où il finit quatrième. Après l'épreuve, il fait une publication Instagram dans laquelle il dévoile son homosexualité et annonce le début de son « deuxième combat à mener » pour les droits des personnes LGBTQIA+, particulièrement dans le milieu du sport de haut niveau où le sujet est encore souvent tabou. Pour cela, il obtient le prix têtu· du coming out de l'année 2024.

## Palmarès

### Jeux paralympiques
- Tokyo 2020,  Japon
  -  médaille d'argent en saut en longueur catégorie T64

### Championnats du monde
- Dubai 2019,  Émirats arabes unis
  -  médaille d'argent du saut en longueur T64

### Championnats d'Europe
- Bydgoszcz 2021,  Pologne
  -  médaille d'or du saut en longueur T11
  -  médaille de bronze du relais universel mixte (avec Lucile Razet, Mandy François-Elie, Julien Casoli)

## Décorations
- Chevalier de l'ordre national du Mérite le 8 septembre 2021[12]